# Водонапірна вежа (Хмельницький)

Водонапі́рна башта у Дубовому — історична водонапірна вежа у Хмельницькому в мікрорайоні Ду́бове, пам'ятка архітектури. Наразі не використовується за призначенням. З 2020 року йдуть дискусії про реставрацію з облаштуванням оглядового майданчика.

## Історія
Ця вежа була першою водогінною спорудою міста Хмельницький, яке на той час називалось Проскурів. Наприкінці XIX століття місто почало швидко розвиватися і зростати за чисельністю, і пов'язане з цим питання водопостачання стало займати чільне місце в житті городян. У XIX столітті це питання вирішувалося за допомогою численних водоносів, які черпали воду з Південного Бугу та розвозили її по проскурівських дворах. Але без дотримання санітарно-епідемологічних норм, вживання води з річки загрожувало городянам інфекційними хворобами та розповсюдженням емідемій. В місті існувало вісім міських та декілька приватних колодязів, яких не вистачало, тому на початку ХХ століття міська влада вирішила будувати в місті водогін. Однак на будівлю бракувало коштів.
1910 р. військові 35-го Бєлгородського уланського полку для забезпечення водою військових казарм спорудили водогінну башту, що складалася з двох свердловин та насосної станції. Архітектор Віктор Нільсен (він же автор водонапірної вежі у Маріуполі). Конструкція складалася з двох свердловин, насосної станції та водонапірної вежі. Вона забезпечувала потреби військових, а саме — будинки для офіцерів та їх родин, солдатські казарми, шпиталь та конюшні. Міський водогін був побудований пізніше, в 1928 році. Водогінна мережа охоплювала центральну частину міста, частково вулицю Ремісничу й була прокладена до військового містечка, що знаходилося за переїздом по вулиці Речка.
З 1960-х років не експлуатується.
2002 року передана на баланс «Хмельницькводоканалу» від міністерства оборони.